# كابتن وتينيل

كابتن وتينيل (بالإنجليزية: Captain & Tennille) ثنائي غناء من الولايات المتحدة، حقق نجاحه الأساسي في السبعينيات. كان الثنائي، أو الزوج والزوجة هما:
داريل دراجون «الكابتن» (27 أغسطس 1942 - 2 يناير 2019)
توني تينيل (من مواليد 8 مايو 1940)
لديهم خمسة ألبومات حصالة على جوائز من الذهب أو البلاتين، وحصلت «الحب سيبقينا معاً» على جائزة جرامي لأفضل أغنية في عام 1975، وسجلوا العديد من الأغاني على قوائم الأغاني الفردية في الولايات المتحدة، ومن أشهرها:
الحب سيبقينا معًا Love Will Keep Us Together
افعل ذلك لي مرة أخرى Do That to Me One More Time
فأر الحب Muskrat Love
قدم الثنائي عروض تلفزيونية متنوعة في الفترة من 1976 إلى 1977.

## وصلات خارجية
https://www.imdb.com/title/tt0073970/ كابتن وتينيل
https://web.archive.org/web/20050924164732/http://www.captainandtennille.net/ كابتن وتينيل
https://web.archive.org/web/20120104171755/http://tonitennille.net/ كابتن وتينيل
https://www.montgomeryadvertiser.com/story/entertainment/2016/04/29/singer-toni-tennille-returns-southern-roots/83687386/ كابتن وتينيل
https://www.superseventies.com/1975_1singles.html كابتن وتينيل
https://www.allmusic.com/artist/captain-tennille-mn0000940831/discography كابتن وتينيل